# Jaromil Jireš
Jaromil Jireš (ur. 10 grudnia 1935 w Bratysławie, zm. 24 października 2001 w Pradze) – czeski reżyser i scenarzysta filmowy. Jeden z twórców czechosłowackiej Nowej Fali. Tworzył przede wszystkim dramaty poruszające kwestie codziennych dylematów moralnych. Ceniony za umiejętność opowiadania historii i surrealistyczne obrazy.

## Młodość i edukacja
Urodził się w Bratysławie, jednak już od najmłodszych lat mieszkał w Pradze z matką i ciotką, którym zawdzięcza znajomość języka francuskiego. Studiował na praskiej FAMU, gdzie ukończył kierunek operatorski w 1958 roku i reżyserię w 1960 roku. Już w czasie studiów zaczął reżyserować pierwsze filmy, głównie dokumentalne, m.in. Gorączka (1958) i Sala zagubionych kroków (1960).

## Kariera filmowa
W 1963 roku nakręcił swój pierwszy film pełnometrażowy, Pierwszy krzyk (Křik), który uczestniczył w festiwalu w Cannes. Film ten jest opisem życia młodego małżeństwa, które spodziewa się dziecka. Mężczyzna zajmuje się naprawą telewizorów. Ukryta kamera podąża za nim podczas pracy, podpatrując sceny życia ulicznego, biurowego i prywatnego, a także rejestrując przypadkiem zasłyszane słowa i podpatrzone sytuacje. Bohater przypomina sobie sytuacje z ostatnich miesięcy, a teraźniejszość miesza się w jego myślach z przeszłością. Pojawiają się obrazy dzieci z różnych państw, fragmenty kroniki filmowej oraz zdjęcia z albumu rodzinnego, które wraz ze scenami z wędrówki miejskiej tworzą mozaikę. Reżyser realizuje w tym dziele współczesne nurty filmowe, głównie cinéma-vérité. Wbrew intencjom reżysera, reżimowi krytycy wykorzystali film do celów propagandowych, przeciwstawiając go Odwadze na co dzień Evalda Schorma, który uważali za zbyt pesymistyczny. Był to też jego pierwszy obraz nakręcony w studiu filmowym Barrandov, z którym współpracował do 1992 roku.
W 1965 roku wyreżyserował nowelę Romanca, która weszła w skład filmu Perełki na dnie, powstałego z inicjatywy Jireša. Nowela ta opowiada o miłości młodego elektryka do romskiej dziewczyny i otrzymała Grand Prix festiwalu w Oberhausen w 1966 roku, a także została wyróżniona przez krytyków z „Film Society Review”, którzy nazwali ją „uroczą historią miłosną”, a resztę filmu „nudną”. W tym samym roku Jireš został też wykładowcą reżyserii na FAMU.
W 1968 roku na podstawie powieści Żart Milana Kundery wyreżyserował film o tym samym tytule, do którego razem z pisarzem stworzył scenariusz. Film ten otrzymał dwie nagrody na festiwalu w San Sebastián: Katolickiego Biura Filmowego oraz nagrodę CIDALC. Początkowo obraz zyskał też popularność w kinach, jednak niedługo później został wycofany i zakazany w kraju aż do obalenia komunizmu, a reżyser został wyrzucony z uczelni. W międzyczasie Jireš kontynuował tworzenie filmów dokumentalnych, m.in. Zabawa w króla (1967), Dziadek (1968) oraz Wyprawa Vincenza Moštka i Šimona Pešla z Vlčnova do Pragi A.D. 1969. W swoich filmach dokumentalnych z lat 60. skupiał się głównie na folklorze Moraw południowych, tam również działa się akcja kilku jego filmów krótkometrażowych. W nieco zmienionej formie uwzględnił ten region również w filmie Opera ve vinici (1981). Od lat 70. natomiast poświęcone były sztuce: muzyce, malarstwu i architekturze.
Mimo represji związanych z Praską Wiosną, pozostał w kraju i zaczął tworzyć filmy, głównie dokumentalne, dla telewizji, jednakże brak wolności twórczej niekorzystnie wpłynął na jego zdrowie psychiczne: popadł w depresję. W 1970 roku nakręcił kolejny film, Waleria i tydzień cudów, na podstawie powieści Vítězslava Nezvala o tym samym tytule. Zdaniem Marii Janion, jest on swego rodzaju przeglądem dziecięcych wyobrażeń na temat własnego pochodzenia, w którym urojenia bohaterki mieszają się ze schematami melodramatu i powieści grozy. Film opowiada o mieszkającej z babcią na wsi nastolatce, która przeżywa pierwszą w życiu menstruację (tytułowy „tydzień cudów”) oraz jest prześladowana przez wampiry. Dzieło skupia się na zmieniających się doświadczeniach świata głównej bohaterki oraz jej poglądach na sprzeczne z rzeczywistością wyobrażenia seksualne. W filmie pojawia się też wątek nekrofilii, przeciwstawionej młodzieńczej inicjacji bohaterki. W dojrzewaniu dziewczyny bierze udział wampir, podający się za jej ojca i księdza. Babcia dziewczyny pomaga mu ją uwieść w zamian za wieczną młodość. W filmie pojawia się również brat dziewczyny, będący jednocześnie jej obrońcą, jak i zalotnikiem, który najpierw kradnie dziewczynie perłowe kolczyki, by później je jej oddać. Obraz został nagrodzony Grand Prix festiwalu w Bergamo.
W 1972 roku wyreżyserował film I pozdrawiam jaskółki na podstawie pamiętników więziennych Marii Kudeříkovej, działającej w czeskim ruchu oporu podczas II wojny światowej. W 1974 roku otrzymał Srebrnego Smoka na Krakowskim Festiwalu Filmowym za Kasiarza. W 1978 roku stworzył film Młody mężczyzna i Moby Dick, który rok później został zaprezentowany na festiwalu w Moskwie. W 1982 roku ukończył obraz Zaćmienie częściowe, za który został nominowany do Złotego Niedźwiedzia na festiwalu w Berlinie oraz zdobył Srebrnego Słonia na festiwalu w Kalkucie. Rok później wyreżyserował Katapultę, a w 1984 roku – Receptę na życie.
W 1986 roku nakręcił opowiadający o życiu Leoša Janáčka film Lev s bílou hřívou. Po 1989 roku ponownie wykładał na FAMU, a w 1993 roku został przewodniczącym Stowarzyszenia czeskich reżyserów. W 1991 roku wyreżyserował Labirynt, a trzy lata później zrealizował kolejny film – Nauczyciel tańca, za który został nominowany do Czeskiego Lwa dla najlepszego reżysera, a Martin Dejdar za rolę w nim otrzymał Czeskiego Lwa dla najlepszego aktora pierwszoplanowego. Ostatnim filmem Jireša był obraz Dvojrole z 1999 roku, poruszający problematykę zmiany tożsamości i związane z nią kwestie etyczne. Za rolę w tym filmie Tereza Brodská została nagrodzona Czeskim Lwem dla najlepszej aktorki pierwszoplanowej. W latach 90. Jireš był też przedstawicielem Czech w funduszu wsparcia europejskiej kinematografii Eurimages.

## Ostatnie lata życia
Pod koniec życia pracował nad adaptacją filmową książki Podivné lásky Jiříego Muchy, jednak nigdy jej nie nakręcił. W październiku lub grudniu 1999 roku w wypadku samochodowym doznał ciężkiego urazu głowy. Mimo wielu zabiegów rehabilitacyjnych, nie wrócił do pełni zdrowia. Zmarł w szpitalu uniwersyteckim w praskiej dzielnicy Motol 24 października 2001 roku.

## Życie osobiste
Był żonaty z Haną Jirešovą, z którą miał dwoje dzieci: córkę Alenę i syna Ondřeja.

## Filmografia
- Pierwszy krzyk (1963)
- Żart (1968)
- Waleria i tydzień cudów (1970)
- I pozdrawiam jaskółki (1972)
- Zaćmienie częściowe (1982)
- Katapulta (1983)
- Recepta na życie (1984)
- Lev s bílou hřívou (1986)
- Labirynt (1991)
- Nauczyciel tańca (1994)
- Dvojrole (1999)